# 蔡晓明
蔡晓明（1956年11月—），男，江西分宜人，中华人民共和国政治人物。中央党校在职大学学历。

## 生平
江西省行政管理学院毕业，大学文化。1978年8月参加工作。1980年5月加入中国共产党。历任中共江西省新余市渝水区委副书记、区长，新余市副市长、中共新余市委常委、常务副市长，中共九江市委副书记、常务副市长、市长，中共赣州市委副书记、市长，中共上饶市委书记，江西省人民政府副秘书长等职。2008年起担任全国人大代表。2011年10月获任中共江西省委常委，12月兼任省委统战部部长。2016年11月，不再担任中共江西省委常委。2017年1月，被增补为政协江西省十一届委员会副主席，直到2018年卸任。